# جوایز پوره طلایی
جوایز پوره طلایی (انگلیسی: Golden Nymph Awards) جوایزی هستند که به برندگان رقابت رسمی جشنواره تلویزیونی مونت-کارلو اهدا می‌شود.

## تاریخچه
رینیه سوم، شاهزاده موناکو در سال ۱۹۶۱ جشنواره تلویزیونی مونت-کارلو را برای «ترغیب شکل جدیدی از هنر برای خدمت به صلح و درک میان مردم» ایجاد کرد.
جوایز پوره طلایی جوایزی هستند که برای برندگان این مراسم ساخته شده‌است.